# Вельке Козмаловце
Вельке Козмаловце (словац. Veľké Kozmálovce) — село, громада округу Левіце, Нітранський край. Кадастрова площа громади — 5.92 км².
Населення 698 осіб (станом на 31 грудня 2018 року).

## Історія
Вельке Козмаловце згадується 1256 року.

## Населення
| Рік:            | 1994. | 2004. | 2014.   | 2024.   |
| --------------- | ----- | ----- | ------- | ------- |
| Кількість осіб: | 0     | 677   | 705     | 741     |
| Різниця:        |       | –     | +4,13 % | +5,10 % |

| Рік:            | 2023. | 2024.   |
| --------------- | ----- | ------- |
| Кількість осіб: | 721   | 741     |
| Різниця:        |       | +2,77 % |